# Evisa syriaca
Evisa syriaca är en fjärilsart som beskrevs av Charles Boursin 1940. Evisa syriaca ingår i släktet Evisa och familjen nattflyn. Inga underarter finns listade i Catalogue of Life.